# Замок Марвау
Замок Марвау (порт. Castelo de Marvão ) — добре збережений середньовічний замок, розташований у цивільній парафії Санта-Марія-де-Марвау, в муніципалітеті Марвао, португальського району Порталегре.

## Історія

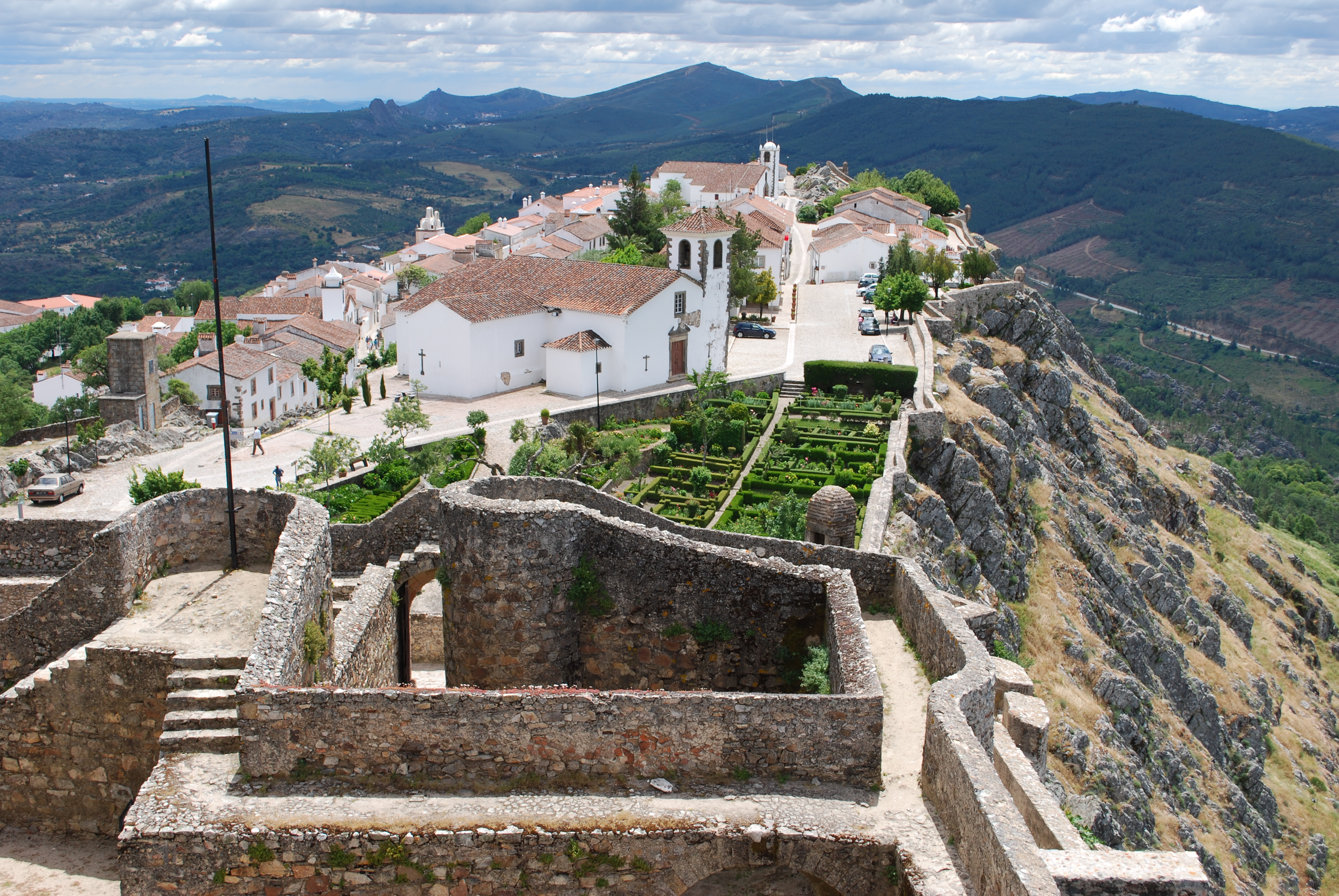
Вид на захід, що показує головне поселення та резиденції на вершині пагорба

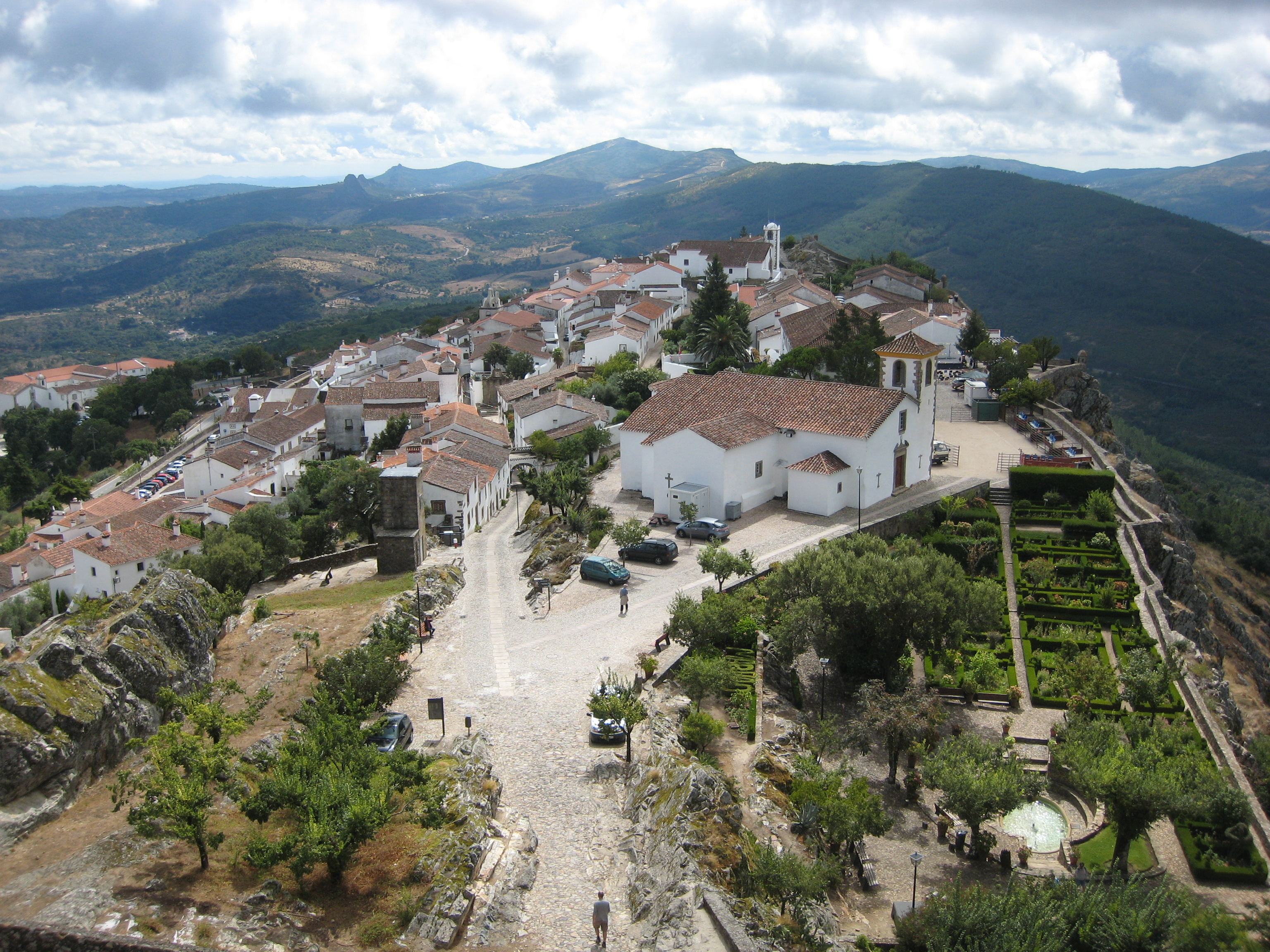
Північна частина міста замку з церквою Санта-Марія

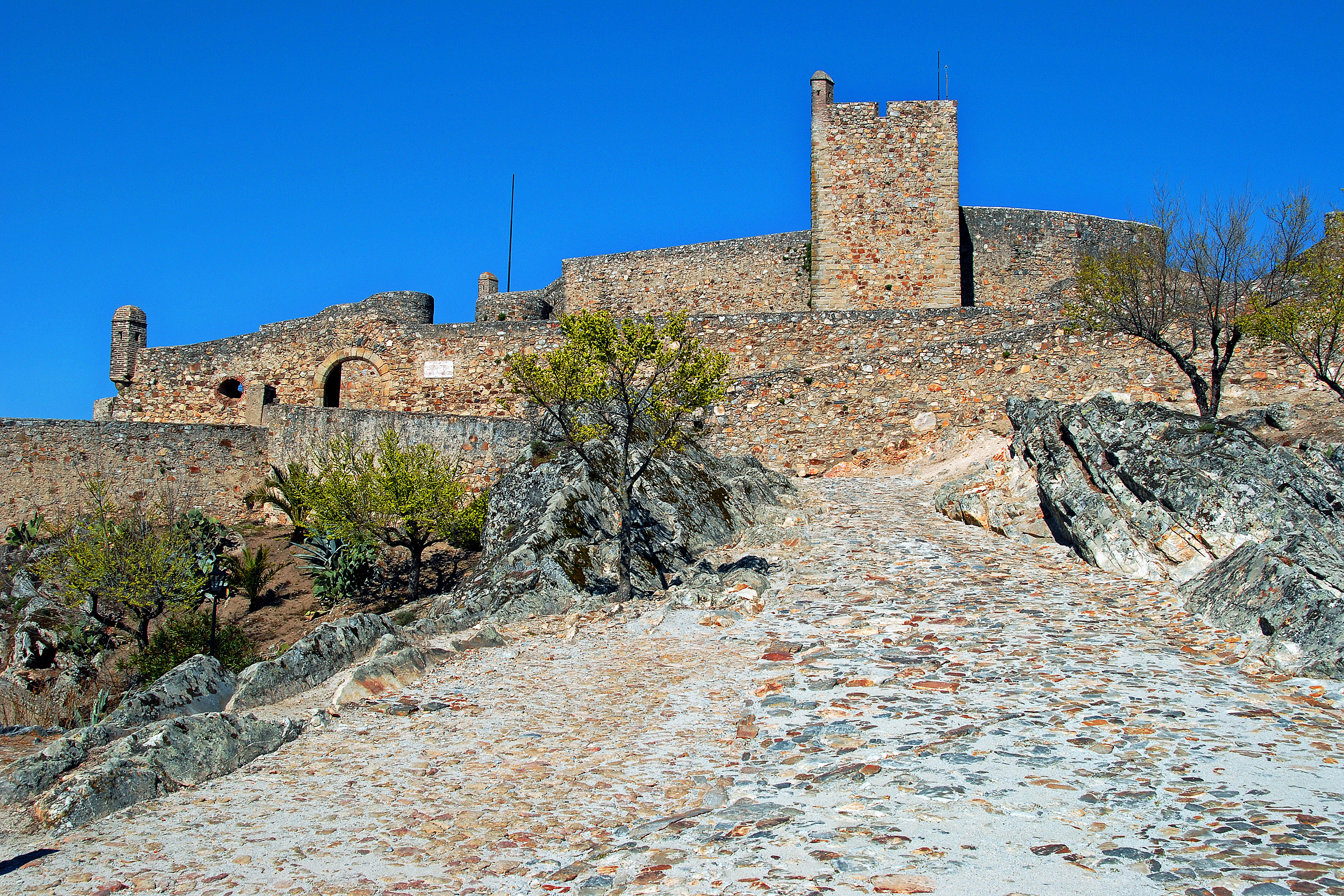
Прохід до головних воріт

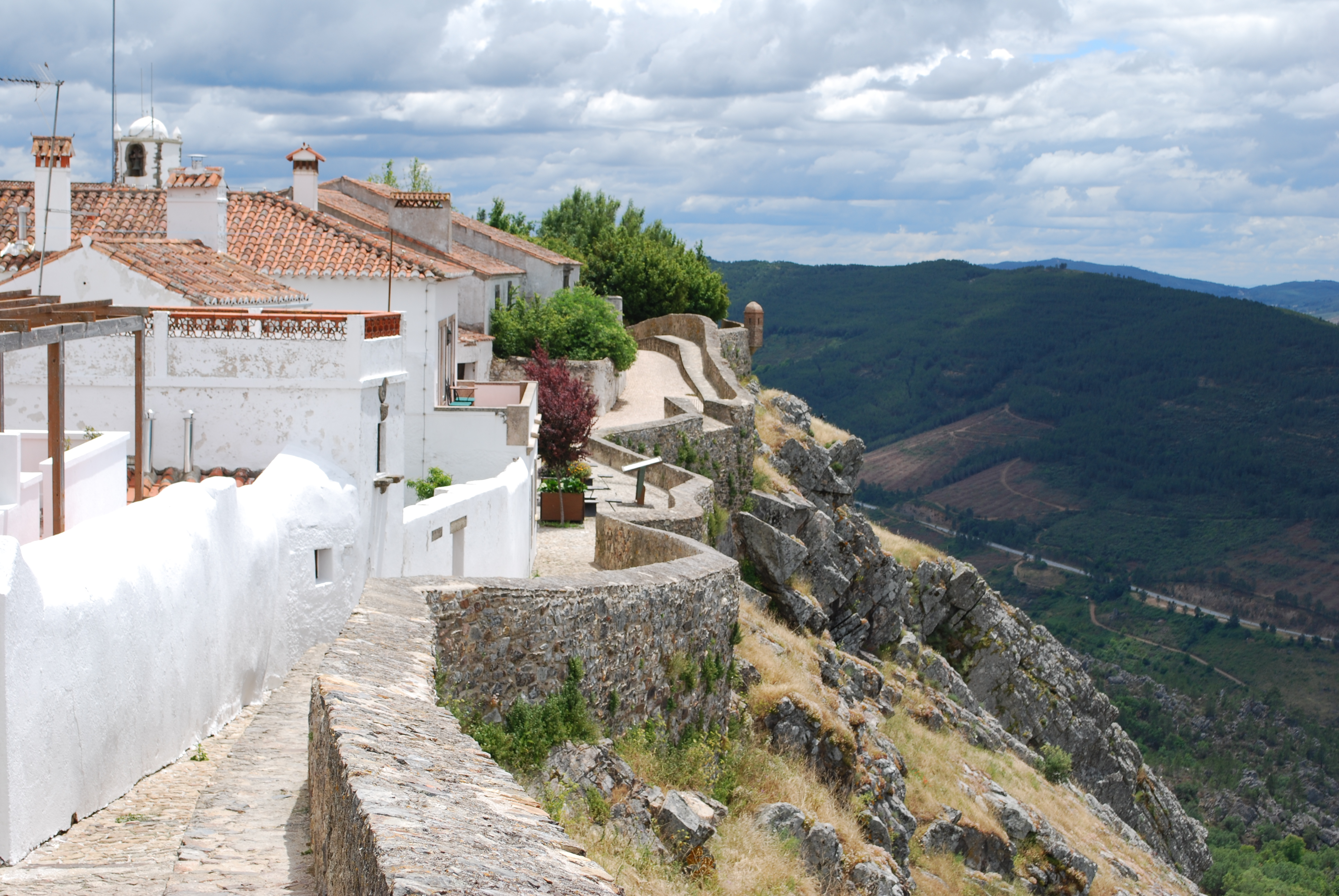
Вид на будинки на вершинах пагорба та вузькі алеї, що перетинають поселення

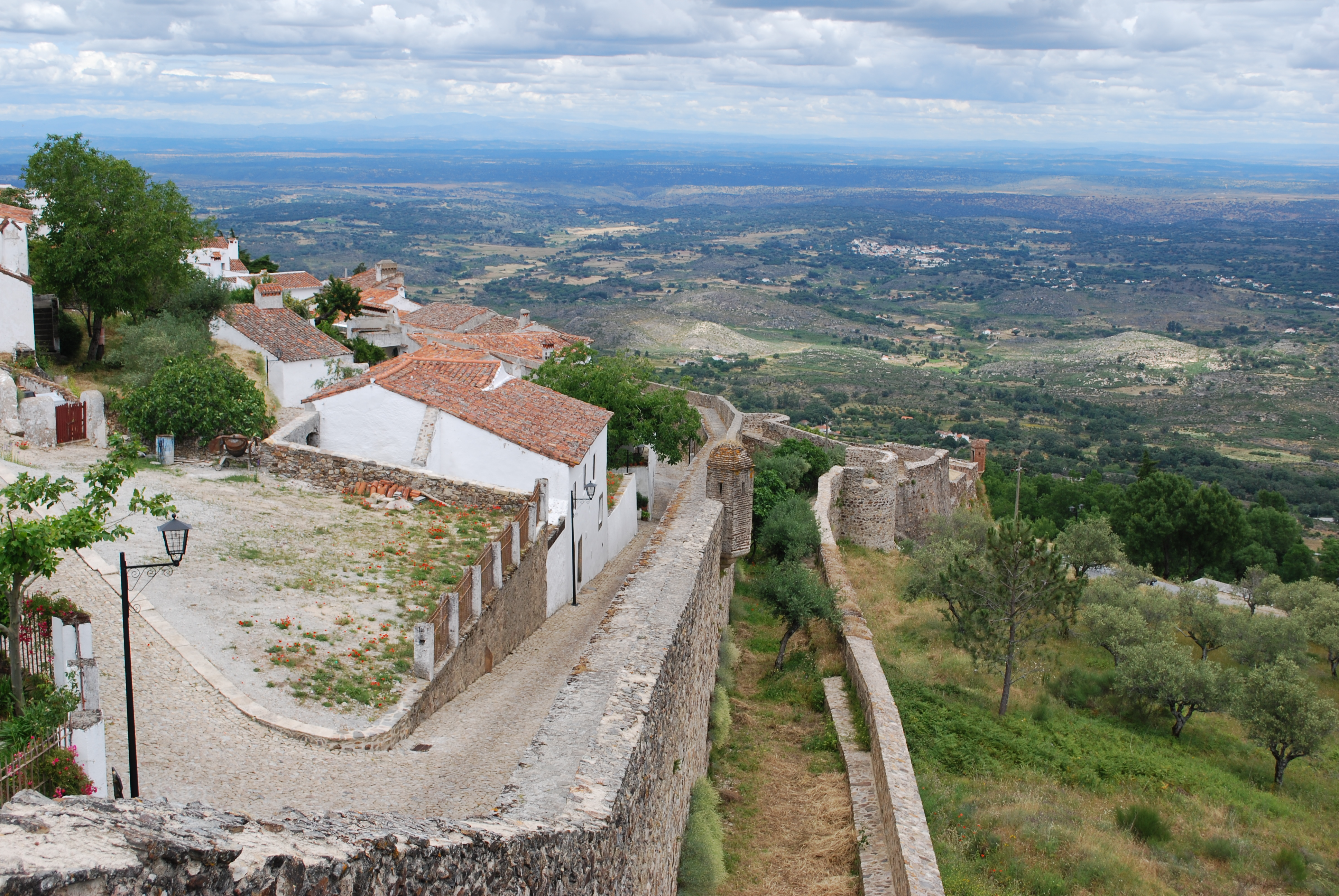
Один із жорстких вигинів замку, який використовувався для перешкод і доступу до укріплення на вершині скелі

Мало що відомо коли перші народи оселилися в районі Марвао, але римські війська почали з’являтися в регіоні, пройшовши стратегічною дорогою, що з’єднувала його з Касерес Сантарем, і мостом через річку Север .
Протягом раннього середньовіччя в районі почали селитися шваби, вестготи і, зрештою, араби Омеядів. Будівництво замку в Марвао приписували ісламському лицару IX століття, який почав жити в замку між 876 і 877 роками. На початку X століття поселення отримало назву Амая де Ібн Маруан або, навпаки, фортеця Амая. Християнські війська були вірні королю Д. Афонсу I (1112–1185), завоювали регіон і місто умавританських військ десь між 1160 і 1166 роками.
Після демаркації Кастелу-Бранку в 1214 році Марван вже був включений до португальської території. Перший форал (хартія) був виданий в 1226 році королем Д. Санчо II (1223–1248), створений для забезпечення розвитку безлюдного форпосту проти неодноразових нападів з боку Кастильського королівства. Замок на деякий час потрапив до рук Альмохадів у 1190-х роках.
Протягом наступних кількох років король Д. Афонсу III подарував укріплене поселення Мальтійському ордену (1271 р.), яке пізніше було надано його синові Д. Афонсу Санчесу разом із власниками замків в Арронше, Віде та Порталегре. . З цієї причини на початку правління короля Д. Дініса (1279–1325) село та його замок опинилися втягненими у суперечку між государем і Д. Афонсу і було завойовано силами государя в 1299 р.  Наприкінці цих подій поля Марвао, Порталегре та Арронш були обміняні на поля в Сінтрі та Оуремі, ставши царськими володіннями/власністю до 1300 року. Д. Дініс видав новий форал і взявся за розширення та зміцнення оборони, через це було зведено фортецю.
Під час правління Фердинанда I Португальського (1367–1383) король заснував Марван як святилище (1378).Його смерть одразу спричинила португальську кризу спадкоємства 1383-1385 років і була включена до володінь Ордену Авісів.   Новий государ і його наступники надали селу багато привілеїв у 1407, 1436 та 1497 роках, спрямованих на збільшення його поселення та оборони.  На цьому етапі вони також розпочали збільшувати укріплення стін, з башточками, датованими п’ятнадцятим і шістнадцятим століттям. У наступні роки (1407, 1436 і 1497) селу надавалися різні привілеї з метою розширення поселення. 
У період з XV по XVI століття укріплення були зміцнені, про що свідчать кронштейни.
У XVII, XVIII і XIX століттях замок перебувало надалі будівництві та реконструкції, зміцнюючи бастіони. У період з 1640 по 1662 роки, під час реставраційної війни, замок було відремонтовано, включно з перебудовою лінії стін, воріт і барбаканів, які були в руїнах, а також необхідним ремонтом оборонних споруд міста. Зі звіту Ніколау де Лангреса піхотний гарнізон і кавалерія покинули замок Кастелу-де-Віде до Марвао, внаслідок чого було 400 осіб. Така концентрація зробила замок основною лінією оборони. 1641 року іспанські війська атакували фортецю в Марвао, після чого в 1648 році була друга хвиля.
Між 1704 і 1705 роками фортеця була захоплена іспанськими військами, але здалася португальським військам під командуванням графа Сан-Жуау. Пізніше в 1772 році іспанські війська атакували фортецю.
На початку війн на півострові французький корпус Жан-Андоша Жюно заступився за підтримки своїх іспанських союзників, але в 1808 році військову площу було звільнено.
Так само 12 грудня 1833 року Марван був захоплений ліберальними силами. Протягом року поселення було обложено військами Мігеля Рікардо де Алави.
У 1938 році DGMEN Direcção Geral dos Edifícios e Monumentos Nacionais ( Генеральне управління будівель і національних пам’яток ) розпочало роботи з ремонту стін, сходів і зубців. У наступні роки були й інші проєкти покращення стану замку, зокрема: стіни, стелі, плитка та двері 1947 року; реставрація римських стель і штукатурка внутрішніх приміщень, ремонт стін, аркових дверних прорізів, бруківки, кам’яного підвіконня та зовнішніх дверей у 1952 р.; реконструкція стін і основи наріжних каменів 1957 р.; знесення зубців уздовж замку, ремонт інших стін, бартизанів, воріт та розпис гармать у 1958 році.
21 жовтня 1960 року замок був включений до особливої захисної зони та зони non aedificandi, яка пізніше була скасована в 1962 році  Наступного року було проведено ремонт стелі музею та інших прибудинкових територій замку, спорудження проїжджої частини навколо замку та сходів на терасу вежі.  У 1962 році тривав інші ремонтні роботи, які включали стіни, стелі та ворота. Ці проєкти обумовлювалися в наступні роки проєктами очищення, зміцнення та ремонту стін та інших аспектів укріплення.
У 1994 році замок було освітлено, а в 1995 році відремонтовано або облаштовано будівлі на площі, стіни та зовнішній простір. Південний барбакан був зруйнований у 1997 році біля дитячого садового парку, але реконструйований між 1998 та 1999 роках.
У 2002 році під керівництвом DREMS розпочато виконання генерального плану ремонту дев'яти частин конструкції. Наступного року від ДГМЕН був оголошений тендер на завершення ремонту в замку. Цей проєкт вплинув на стіни та шлях до бартизану через ворота Віла та був продовжений до вежі.  До цих завдань входила також рекультивація вогнища та гауптвахти. Подібний тендер був опублікований у березні 2004 року муніципальною владою для покращення освітлення ділянки, що включало покращення електричної системи та телефонної мережі, а також будівництво знімної сцени.  Згодом у 2005-2006 роках це було розширено, під приводом програми антивандалізму, було покращено громадське освітлення.
У 2013 році Centro Cultural de Marvão ( Культурний центр Marvão ) отримав концесію на управління та експлуатацію замку Marvão.

## Архітектура

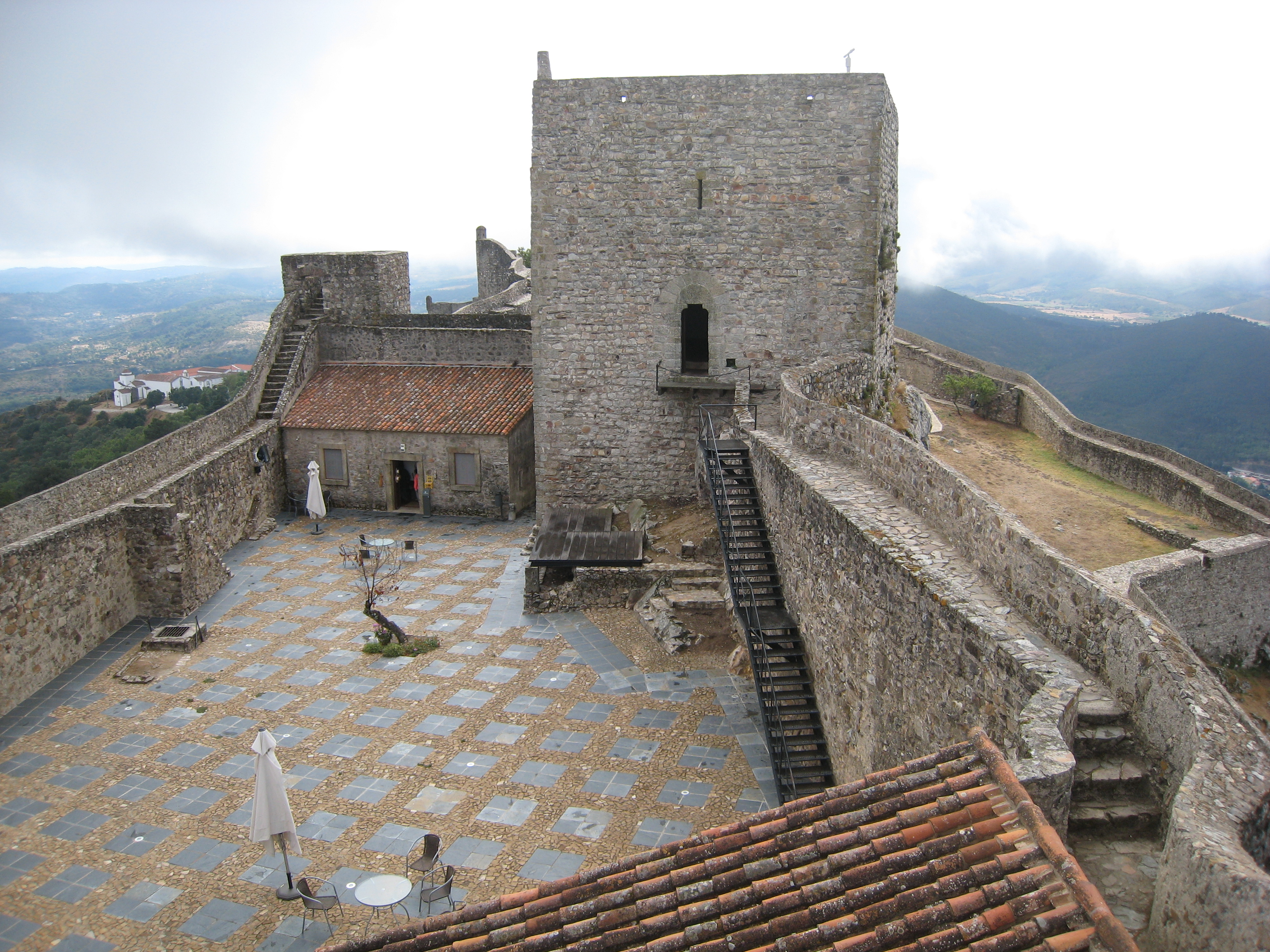
Інтер’єр замку з зображенням замку та внутрішніх зубців

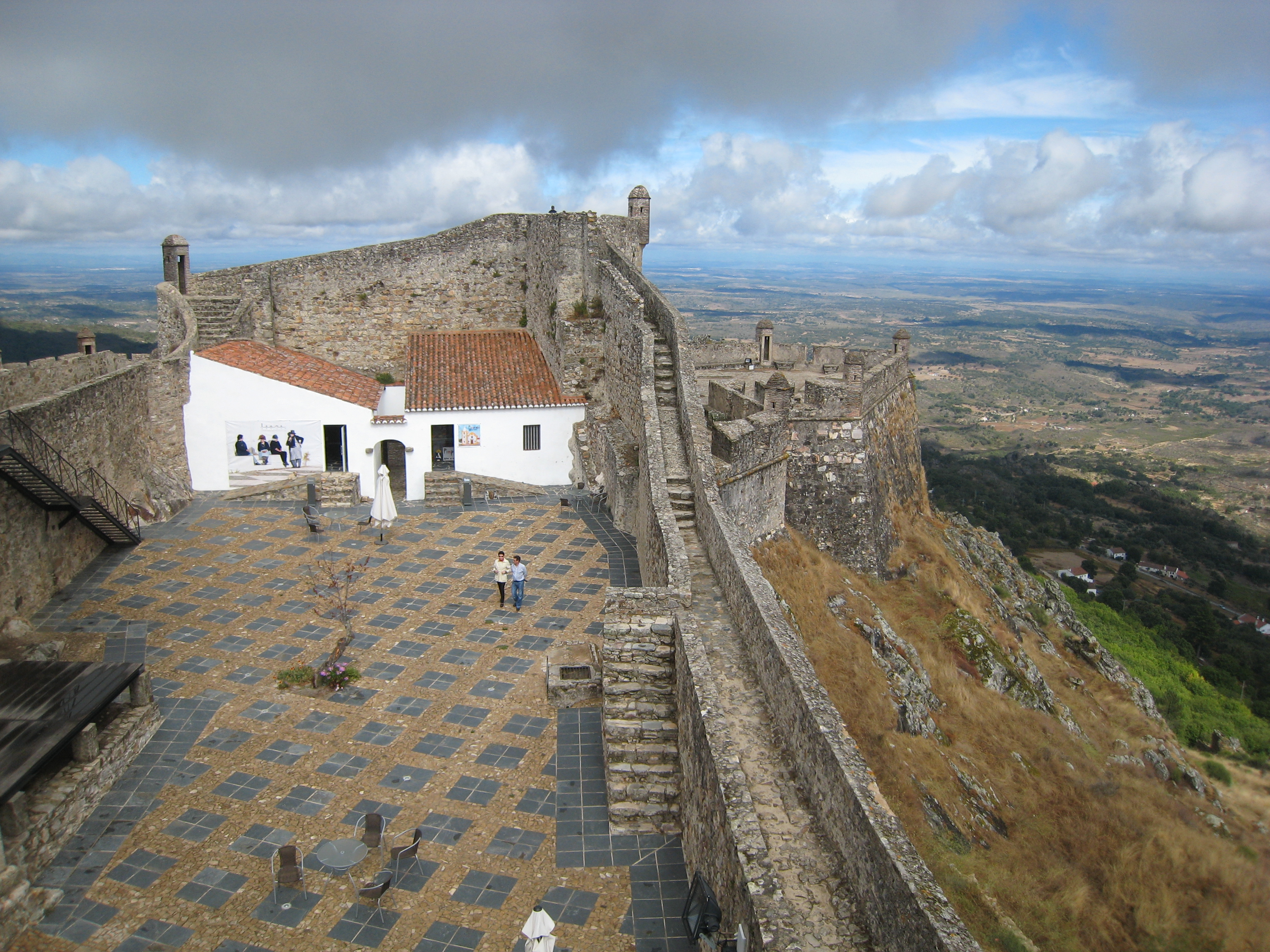
Східний край укріплень, включаючи кафе та концесію

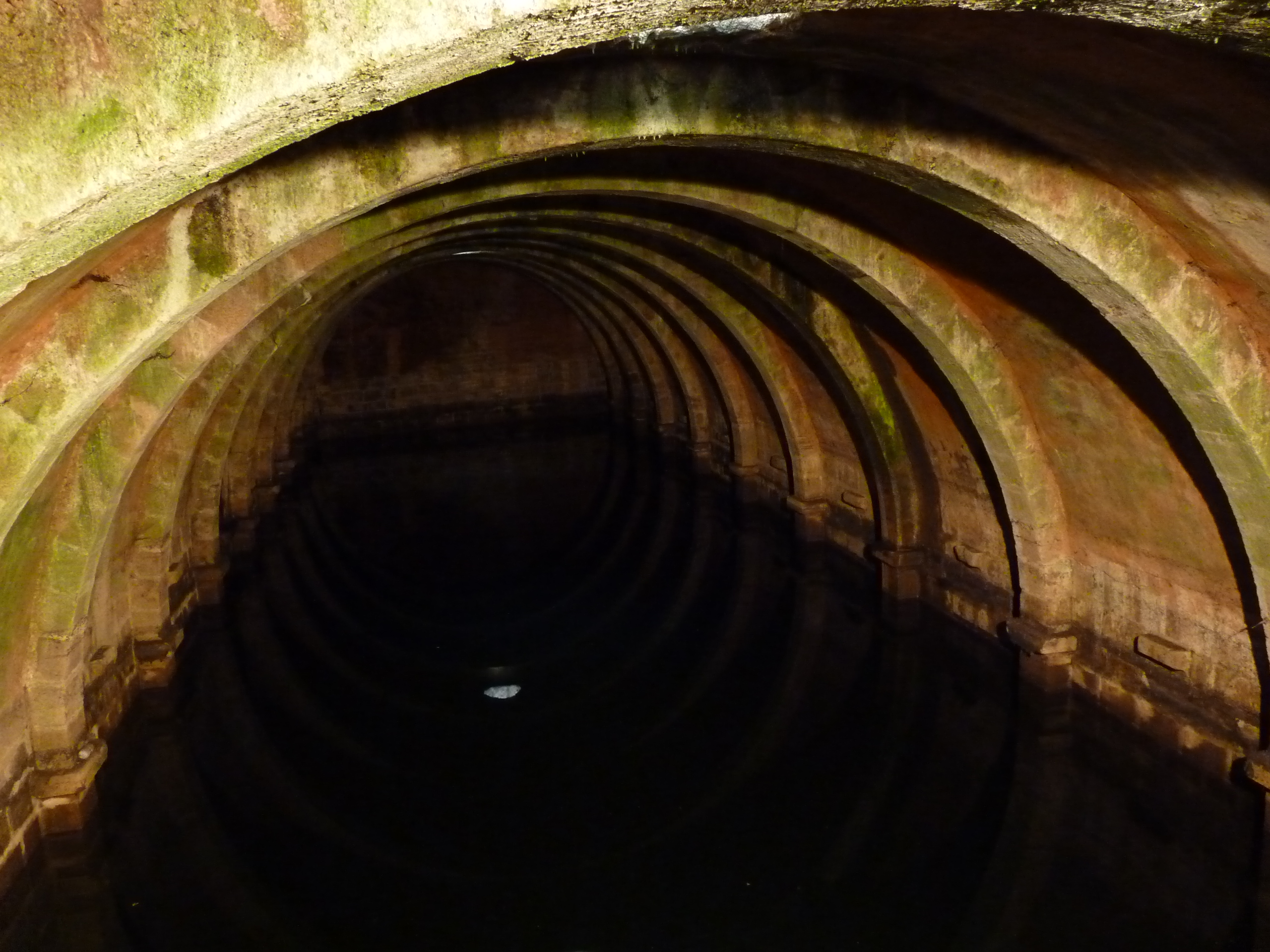
Вид на печерну цистерну, яка використовувалася для підтримки замку та поселення в облозі

Сільський замок увінчує кварцитові скелі вершини пагорба 867 метрів (2 844 фут) у найвищій точці, на вежі. Стіни об’єктів охоплюють всю міську агломерацію Марвао.
Замок має два оточені двори. Головний двір розташований на північному заході і включає цистерну, дві вежі та кронштейн. Примітивна прямокутна вежа розташована в південному куті з тріщинами, що включає закруглені ворота з гладким барабаном над увігнутим підвіконням.  Єдина зала вежі має склепінчасту перекриття з ребрами, що дає доступ до зубців.  Усі вежі мають зубчасті стіни та похилі парапети.  Перший двір замку включає три одноповерхові будівлі з прорізами для ручної зброї та покриті кахлями, що являють собою старі бункери та збройові склади. У південно-східному дворі — гарнізонне вогнище, а навпроти нього — колишні військові будівлі. Біля входу до другого корпусу знаходиться велика цистерна.  Ці великі вхідні двері забезпечують доступ на невелику площу через аркові двері; ворота забезпечують вихід на сходи з прямокутною перемичкою, що підтримується увігнутими стовпами.
Середньовічний замок датується 1299 роком і має численні характерні риси замку часів хрестоносців. До них відноситься високий центральний фортеця з піднятим входом на першому поверсі; ряд нижніх, віддалених башт (деякі напівкруглі); високо розміщені прорізи-стрілки; та відкриті простори для надання укриття та збору жителів села та військ. Крім того, є величезна цистерна для збору дощу, яка постачає воду як у замку, так і в ширший замок у разі облоги. Прямокутна цистерна включає склепінчасту перекриття, що підтримується десятьма кам’яними ребрами. Дощова вода збиралася у резервуарі над склепінням і направлялася всередину цистерни трьома отворами, які сьогодні перекриті. Воду також збирали через інший доступ на північному заході.
Є кілька погнутих входів (як з боку сільських, так і з замкових воріт), щоб уповільнити загарбників у випадку, якщо вони прорвуть ворота. Серія вузьких «зон убивства», зокрема, у потрійних воротах на стороні села замку, великі зубчасті стіни та стіни-навіси також підвищують природну обороноздатність скелястих укосів Марвао. 